# スポーツに関する日本一の一覧
スポーツに関する日本一の一覧（にっぽんいちのいちらん）は、スポーツに関する日本で一番や一位の一覧。
以下の記事も参考のこと。
- スポーツに関する日本初の一覧 - スポーツに関して日本で初めて達成されたこと。

## 野球

### プロ野球

#### メジャーリーグベースボール
cf. 日本人選手のメジャーリーグ挑戦
- 最年長日本人メジャーリーガー - 斉藤隆、41歳（2011年閉幕時点）
- 初出場時の年齢が最年長の日本人メジャーリーガー - 高橋建、40歳（2009年5月2日）

### アマチュア野球
- 公式大会における1試合中の最多得点 - 122点

1998年7月18日、全国高等学校野球選手権大会青森県大会の東奥義塾高校対深浦高校戦にて東奥義塾が記録。
- 公式大会における長時間試合 - 10時間18分（4日間合計）

2014年の第59回全国高等学校軟式野球選手権大会、準決勝戦の中京高等学校（東海地方代表）対崇徳高等学校（西中国地方代表）にて記録。両チーム無得点のまま一歩も譲らない投手戦に発展し、15回毎の延長引き分け再試合規定に基づく宣告が3度。4日目に入り延長50回（当日の5回）表に中京がようやく3点を挙げ、3-0で勝利した。4日目は9回の制限があり（総延長54回）、これで決着が付かなければ抽選により勝者が決められることになっていた。

## サッカー

### プロサッカー

#### Jリーグ
特記無きものは選手としての現役通算記録。また通算記録についてはJ1リーグのレギュラーシーズンのみを対象とし、その他の記録も特記のないものは全てJ1での記録。

##### 個人記録
- 通算出場試合数 - 遠藤保仁（2020シーズン第2節で632試合出場を記録。）
- 連続試合出場 - 曽ヶ端準（244試合連続）※フィールドプレイヤーとしては中澤佑二の199試合
- 連続試合フルタイム出場 - 曽ヶ端準（244試合連続）※フィールドプレイヤーとしては中澤佑二の178試合
- 最年長出場選手 - 三浦知良（54歳12日）
- 最年少出場選手 - 久保建英（15歳5か月1日）※J3。J1での記録は森本貴幸の15歳10か月6日
- 最長バンディエラ - 曽ヶ端準（鹿島アントラーズに1998年の入団から2020年までの23シーズン所属していた。（連続して同じクラブに所属していたフットボーラーとしては、世界1の在籍年数を誇る）
- 同一クラブ監督連続在任期間最長 - 西野朗（ガンバ大阪。2002年-2011年。10シーズン）
- 同最短 - ナドベザ・ペーター（セレッソ大阪。2004年、病気により来日前に契約解除）※試合で采配を振るったものとしてはフアド・ムズロビッチの3試合（セレッソ大阪。2004年）、 ミルトン・メンデスの3試合（柏レイソル。2016年、家庭の事情による）
- 通算得点  - 佐藤寿人（2020年終了時点で220得点）
- シーズン得点 - 中山雅史（36得点/27試合、1998年）
- 新人シーズン最多得点 - 渡邉千真（13得点/34試合、2009年）、武藤嘉紀（13得点/33試合、2014年）[1]
- 1試合得点 - マイケル・オルンガ（8得点）※J2。J1での記録は野口幸司、エジウソン、中山雅史、呂比須ワグナーの5得点
- 連続試合得点 - 岸田和人（9試合）※J3。J1での記録はフリオ・サリナスの8試合（2017年終了現在）[2]
- 連続シーズン得点記録 - 遠藤保仁（1998年 - 現在（2021年）まで24年連続）
- 開幕節からの連続試合得点 - 森島寛晃（7試合、1998年）
- 最速得点 - 岩上祐三（7秒）※J2。J1での記録は佐藤寿人の9秒
- 最年長得点 - ジーコ（41歳3か月12日）※J2での記録は三浦知良の50歳と14日。ギネス世界記録に掲載
- 最年少得点 - 久保建英（15歳10か月11日）※J3。J1での記録は森本貴幸の15歳11か月28日、J2での記録は河野孝汰の16歳11か月17日
- 通算ハットトリック - ウェズレイ（8回）
- 連続試合ハットトリック - 中山雅史（4試合）※2016年11月までギネス世界記録保持者
- 最速ハットトリック - 眞中靖夫（3分）
- 最年長ハットトリック - ジーコ（40歳74日）
- 最年少ハットトリック - 唐山翔自（16歳11か月8日）※J3
- 通算FK得点 - 中村俊輔（24得点）（2018年終了時点）
- 通算PK得点 - 遠藤保仁（31得点）（2018年8月24日現在）[3]
- 1試合PK得点 - 藤田俊哉（3得点）※唯一のPKハットトリック
- 通算退場数 - ドラガン・ストイコビッチ（13回。監督としてを含めると15回）
- 最速退場 - 菅原智（9秒）※J2
- 連続無失点 - ミッチェル・ランゲラック（823分）
- 年間最多完封 - ミッチェル・ランゲラック（21）
- 防御率 - アルノ・ヴァンズワム（0.89）

##### チーム記録
- 1試合最多得点 - 13得点（2019年11月24日、柏レイソルが京都サンガF.C.戦で記録）※J2。J1での記録は磐田がセレッソ大阪戦で記録した9得点。
- リーグ最少失点記録 - 18失点 (1試合平均0.5点。2015年、FC町田ゼルビア) ※J3。J1での記録は2008年に大分トリニータが記録した24失点 (1試合平均0.71点)
- 最多連続無敗 - 42戦（2020-2021年、川崎フロンターレ）※J1、天皇杯、ACL、ゼロックス杯を含む[4]
  - リーグ戦における最多連続無敗 - 30戦（2020-2021年の川崎フロンターレ 、1シーズンでの記録は25戦[5]。並びに、2019-2020年のブラウブリッツ秋田 、1シーズンでの記録は28戦。※J3）
- 最多連勝 - 16連勝（1998年-1999年、鹿島アントラーズ）※Vゴール勝ち3含む。
  - 1シーズン中における最多連勝 - 12連勝 (2020年、川崎フロンターレ)
  - 90分以内での最多連勝 - 14連勝（2007年-2008年、鹿島アントラーズ）
  - 開幕からの最多連勝 - 14連勝（2014年、湘南ベルマーレ ）※J2。J1での記録はジュビロ磐田の8連勝（2002年）※全て90分での勝利、1996年横浜フリューゲルス（1996年）※Vゴール勝ち2含む。
- 最多連敗 - 17連敗（1996年、京都パープルサンガ）※Vゴール負け2含む
  - 90分以内での最多連敗 - 14連敗（2009年、大分トリニータ）
- 連続試合得点 - 61試合（2001年-2003年、ジュビロ磐田）
- 1試合最多退場 - 5人（1996年10月26日、ヴェルディ川崎が浦和レッズ戦で三浦泰年、林健太郎、マグロン、通訳、エメルソン・レオン（監督）が記録）

##### 選手の記録
- 最長身長選手 - 畑中槙人（205 cm）※J3

#### UEFA
- 日本人最年長UEFA加盟リーグ出場 - 藤田俊哉（32歳）

### アマチュアサッカー
- 公式大会における1試合中の最多得点 - 53点

2015年4月18日、高円宮杯U-18サッカーリーグ 都道府県リーグ群馬県リーグ3部の桐生第一対ぐんま国際アカデミー戦にて桐生第一が記録。
- 公式大会における最多PK戦 - 22巡

2010年11月7日、全国高等学校サッカー選手権大会福岡大会決勝の九州国際大学付属高校対東福岡高校にて記録。両チーム合わせて44人が登場し、双方とも16人目を除き21人目まで成功、22人目で東福岡が外し21-20で決着。

### サッカー日本代表

#### 男子日本代表
- 最多キャップ - 遠藤保仁（152キャップ）
- 最年長キャップ - 川本泰三（40歳106日）
- 最年長初キャップ - 与那城ジョージ（34歳332日）
- 最年少キャップ - 市川大祐（17歳322日）
- 最多得点 - 釜本邦茂（75得点）
- 最年長得点 - ラモス瑠偉（36歳85日）
- 最年少得点 - 金田喜稔（19歳119日）

#### 女子日本代表
- 最多キャップ - 澤穂希（205キャップ）
- 最年長キャップ - 澤穂希（36歳303日）
- 最年長初キャップ - 櫨まどか（29歳）
- 最年少キャップ - 澤穂希（15歳91日）
- 最多得点 - 澤穂希（83得点）

## ラグビー

### 日本選手権
- 日本選手権優勝数 - 神戸製鋼（9回）
- 日本選手権連覇 - 新日鐵釜石、神戸製鋼（7連覇）

### 大学ラグビー
- 大学選手権優勝数 - 早稲田大学（15回）
- 大学選手権連覇 - 帝京大学（9連覇）
- 大学選手権出場数 - 同志社大学（46回）

### 高校ラグビー
- 全国高等学校ラグビーフットボール大会優勝数 - 秋田工業高校（15回）
- 公式大会における1試合中の最多得点 - 300点（2007年、佐賀県予選準決勝の佐賀工業高校対佐賀龍谷高校戦にて佐賀工業が記録）

### ラグビー日本代表
- 最多キャップ数 - 大野均（98キャップ）
- 最年長キャップ - 大野均（38歳50日）
- 最年長初キャップ - 斉藤功（35歳）
- 最年少キャップ - 藤田慶和（18歳7か月27日）
- テストマッチ最多得点 - 廣瀬佳司（398得点）
- テストマッチ最多トライ数 - 大畑大介（69トライ）※世界記録でもある

## アメリカンフットボール
- ライスボウル優勝数 - オービックシーガルズ（7回）
- ジャパンXボウル優勝数 - オービックシーガルズ（8回）（東京スーパーボウル時代含む）
- 甲子園ボウル優勝数 - 関西学院大学ファイターズ（26回）（うち両校優勝4回）
- 甲子園ボウル出場数 - 関西学院大学ファイターズ（48回）
- クリスマスボウル優勝数 - 関西学院（16回）
- クリスマスボウル出場数 - 関西学院（22回）

## バスケットボール

### 男子
- 最長身選手 - 岡山恭崇
- 連続フリースロー成功 - 桜井良太（21連続）
- 全日本バスケットボール選手権大会優勝数 - 日本鋼管（14回）
- 全日本バスケットボール選手権大会連覇 - 日本鋼管（6連覇）
- 大学選手権優勝数 - 日本体育大学グリズリー（14回）
- 大学選手権連覇 - 日本体育大学グリズリー（4連覇）
- 大学選手権出場数 - 筑波大学（全63回）

### 女子
- 最長身選手 - 吉川舞
- 全日本バスケットボール選手権大会優勝数 - JX-ENEOSサンフラワーズ（21回）
- 全日本バスケットボール選手権大会連覇 - ユニチカ（8連覇）
- 大学選手権優勝数 - 日本体育大学フェニックス（19回）
- 大学選手権連覇 - 安城女子短大（6連覇）
- 大学選手権出場数 - 筑波大学、日本女子体育大学（57回）

## バレーボール

### 男子
- 最長身選手 - 大竹秀之
- 社会人最多タイトル獲得 - 堺ブレイザーズ（37回）
- 大学選手権優勝数 - 中央大学（12回）
- 大学選手権連覇 - 筑波大学（6連覇）

### 女子
- 最長身選手 - 塚原佳代子
- 社会人最多タイトル獲得 - 日立ベルフィーユ（35回）
- 大学選手権優勝数 - 日本体育大学（28回）
- 大学選手権連覇 - 日本体育大学（13連覇）

## テニス
※オープン化以後

### 男子記録
- ATPツアーシングルス通算勝利 - 錦織圭（7勝）
- メジャー選手権シングルス最高位 - 錦織圭（準優勝）
- シングルス世界ランキング最高位 - 錦織圭（4位）
- ATPツアーダブルス通算勝利 - トーマス嶋田（3勝）

### 女子記録
- WTAツアーシングルス通算勝利 - 伊達公子（8勝）
- メジャー選手権シングルス最高位 - 大坂なおみ（優勝）
- シングルス世界ランキング最高位 - 大坂なおみ（1位）
- WTAツアーダブルス通算勝利 - 杉山愛（38勝）
- メジャー選手権ダブルス通算勝利 - 杉山愛（3勝）
- ダブルス世界ランキング1位通算在位 - 杉山愛（45週）

## ゴルフ

### 男子記録
- 通算勝利 - 尾崎将司（94勝）
- メジャー選手権最高位 - 松山英樹（優勝）
- 世界ランキング最高位 - 松山英樹（3位）

### 女子記録
- 通算勝利 - 樋口久子（71勝）
- 世界ランキング1位通算在位 - 宮里藍（12週）
- 年間獲得賞金額 - イ・ボミ（2億3049万7057円・2015年）

## 大相撲
（2019年9月場所終了現在、ほぼ日本でしか行われていないスポーツのため、外国出身力士による記録も含め、便宜上ここに記載している）
- 幕内最高優勝回数 - 白鵬翔（45回）
- 連勝回数 - 双葉山定次（69連勝）
- 連続優勝回数 - 朝青龍明徳（7回/2004九州～2005九州）、白鵬翔（7回/2010春～2011五月技量審査）
- 全勝優勝回数 - 白鵬翔（16回）
- 最年少初優勝 - 貴花田光司（19歳5か月）
- 最年長初優勝 - 旭天鵬勝（37歳8か月）
- 最年長優勝 - 太刀山峯右エ門（39歳7か月）
- 最短初優勝 - 貴花田光司・朝青龍明徳（23場所）
- 最長初優勝 - 旭天鵬勝（121場所）
- 最多懸賞獲得 - 白鵬翔（2015年初場所の千秋楽、2017年初場所の千秋楽に61本）、鶴竜力三郎（2015年9月場所の千秋楽に61本）、稀勢の里寛（2016年5月場所の14日目に61本）
- 横綱在位期間 - 白鵬翔（84場所）
- 大関在位期間 - 千代大海龍二、魁皇博之（65場所）
- 大関の角番回数 - 千代大海龍二（14回）
- 最年長大関昇進 - 琴光喜啓司（31歳3か月）
- 連続三役（関脇、小結）在位 - 若の里忍（19場所）
- 三役在位 - 琴錦功宗（34場所）
- 勝率 - 雷電爲右エ門（.962）
  - 外国人を含めた場合の勝率 - 琴天山俊光（10.000[6]）
- 連続出場回数 - 青葉城幸雄（1,630回）
- 通算出場回数 - 大潮憲司（1,891回）
- 通算在位 - 華吹大作（212場所）
- 最多金星配給 - 北の湖敏満（53個）
- 最多金星獲得 - 安芸乃島勝巳（16個）
- 最多三賞受賞 - 安芸乃島勝巳（19回）
- 通算勝星 - 白鵬翔（1,187勝）
- 幕内通算勝星 - 白鵬翔（1,093勝）
- 年間勝星 - 白鵬翔（86勝）
- 連続勝ち越し - 武蔵丸光洋（55場所）
- 連続2桁勝ち越し - 白鵬翔（51場所）
- 最短横綱昇進 - 朝青龍明徳（25場所）
- 最年少横綱昇進 - 北の湖敏満（21歳4か月）
- 最短大関昇進 - 琴欧州勝紀（18場所）
- 最短幕内昇進 - 常幸龍貴之（9場所）
- 現役時代の体重量 - 大露羅敏（ロシア出身）（273 kg）
- 最多改名力士 - 星岩涛祐二（9回）
- 最年長力士 - 宮城野錦之助（52歳）（1796年3月場所引退）※年六場所制以後では華吹大作の51歳

## 柔道
- 連勝（男子） - 山下泰裕（203連勝、引き分けを7回挟む）
- 連勝（女子） - 田村亮子（84連勝）

## ボクシング

### プロボクシング
日本ボクシングコミッション（JBC）が認定する記録のみを対象とする。

#### 男子ボクサー記録
- 年間試合数 - 袴田巌（19戦）
- 最年長勝利 - 恵良敏彦（50歳6か月）
- 最年少勝利 - 沢田二郎（15歳10か月）※戦災で戸籍が失われたため未確認で、実年齢は高いという異説もある。プロテスト導入後は井岡弘樹（17歳15日）。
- 連続KO勝利 - 浜田剛史、牛若丸あきべぇ、比嘉大吾（15戦）
- デビュー連続KO勝利 - 比嘉大吾（15戦）
- デビュー連続初回KO勝利 - 丸山大輔（9戦）
- 最年長KO勝利 - 野中悠樹（46歳6日）
- 最短KO勝利 - 斉藤大喜（1回8秒）
- 世界王座連続防衛 - 具志堅用高（13回）
- 世界王座最年長防衛 - 内山高志（35歳6か月）
- 世界王座連続KO防衛 - 具志堅用高（6回）
- 世界タイトルマッチ最多勝利 - 井上尚弥（25戦）
- 世界タイトルマッチ連勝 - 井上尚弥（25連勝）
- 世界タイトルマッチKO勝利 - 井上尚弥（23戦）※世界最多記録でもある。
- 世界タイトルマッチ連続KO勝利 - 井上尚弥（11戦）
- 世界王座獲得からの世界タイトルマッチ連続KO勝利 - 内山高志（5戦）
- 世界王座最長保持 - 内山高志（6年3か月）
- 世界王座最短保持 - ロイヤル小林（1か月16日）
- 世界王座最多階級制覇 - 井岡一翔、井上尚弥、田中恒成（4階級）
- 世界王座最速2階級制覇 - 井上尚弥、田中恒成（8戦）
- 世界王座同一階級最多獲得 - 高山勝成（5回）
- 最年長世界王座獲得 - 長谷川穂積（35歳9か月）
- 最年長世界王座初獲得 - 越本隆志（35歳24日）
- 最年少世界王座獲得 - 井岡弘樹（18歳9か月10日）
- 最少試合数で世界王座獲得 - 田中恒成（5戦）
- 最多試合数で世界王座獲得 - 花形進（62戦）
- 最短期間で世界王座獲得 - 京口紘人（1年3か月10日）
- 最年長世界王座挑戦 - 西澤ヨシノリ（38歳11か月）
- 最年少世界王座挑戦 - 加納陸（18歳9か月4日）
- 世界タイトルマッチ最短KO勝利 - 井上尚弥（1回1分10秒）
- 世界タイトルマッチ最多出場 - 井岡一翔（25戦）
- 最年長地域国際王座獲得 - 野中悠樹（46歳3か月）
- 最年少地域国際王座獲得 - 沢田二郎（17歳1か月）※戸籍が残っている者として亀田興毅（18歳9か月）とする説もある。
- 最短試合数で地域国際王座獲得 - 坪井智也（2戦）
- 日本王座連続防衛 - リック吉村（22回）
- 日本王座連続KO防衛 - 串木野純也（10回）
- 日本王座最多階級制覇 - 湯場忠志（5階級）
- 最年少日本王座獲得 - 井岡弘樹（17歳6か月）
- 最短試合数で日本王座獲得 - 但馬ミツロ（2戦）
- 日本タイトルマッチ最短KO勝利 - 内藤大助（1回24秒）
- 最年長全日本新人王 - 磯野明（38歳）※37歳定年制導入前
- 最年少全日本新人王 - 金城昌男（17歳10か月）
- 最長身長選手 - オケロ・ピーター（193 cm）※日本人では上田龍（190 cm）
- 最短身長選手 - 天龍数典（145 cm）
- 最長リングネーム - ジャンボおだ信長書店ペタジーニ

#### 女子ボクサー記録
- 連勝 - 小関桃（14連勝）
- 最年長勝利 - 池山直（47歳2か月25日）
- 最年少勝利 - 四宮菊乃（17歳1か月）
- 最多KO勝利 - 山口直子（12戦）
- 連続KO勝利 - 山口直子（6戦）
- 最短KO勝利 - 西村聡美（1回23秒）
- 世界王座連続防衛 - 小関桃（17回）※世界2位記録
- 世界王座最年長防衛 - 池山直（47歳9か月23日）
- 世界王座連続KO防衛 - 小関桃（3回）
- 世界王座最多階級制覇 - 藤岡奈穂子（5階級）※世界2位記録
- 最年長世界王座獲得 - 池山直（44歳7か月29日）
- 最年少世界王座獲得 - 山田真子（19歳8か月14日）
- 最短試合数で世界王座獲得 - 富樫直美、佐伯霞、晝田瑞希（4戦）
- 世界タイトルマッチ最短KO勝利 - 晝田瑞希（1回1分3秒）
- 地域国際最多階級制覇 - 三好喜美佳（3階級）
- 最年長地域国際王座獲得 - つのだのりこ（42歳1か月）
- 最年少地域国際王座獲得 - 廣本江瑠香（18歳11か月）
- 最短試合数で地域国際王座獲得 - 松田恵里（2戦）
- 最短試合数で日本王座獲得 - 千本瑞規（2戦）
- 最長身長選手 - 高野人母美（177 cm）
- 最短身長選手 - 山中菫（146 cm）

#### ジム記録
- 最多世界王座獲得者数 - 帝拳ボクシングジム（14人）
- 最多世界王座保持者数 - 帝拳ボクシングジム（4人）
- 最多女子世界王座獲得者数 - フュチュール（5人）
- 最多日本王座獲得者数 - ヨネクラボクシングジム（31人）

### アマチュアボクシング
- 連勝 - 李健太（62連勝）

## プロレス
- 年間興行数 - 沖縄プロレス

巡業形態では全日本女子プロレス（1980年7月-1981年6月の305試合、ただし2リーグ制）
- 最年長選手 - グレート小鹿
- 女子最年長選手 - ダンプ松本
- 最年少選手 - ミスター6号
- 最長キャリア - 百田光雄
- 女子最長キャリア - 堀田祐美子
- シングル王座連続防衛 - ジャイアント馬場（PWFヘビー級王座38度）
- 女子シングル王座連続防衛 - 京愛子（WWWA世界シングル王座22度）

## レスリング
- 連勝（男子） - 渡辺長武（186連勝）
- 連勝（女子） - 吉田沙保里（119連勝）

## 競馬
- 最多勝利騎手 - 佐々木竹見（7151勝）※中央競馬では武豊。
- 最年長騎乗騎手 - 森下博（64歳）※中央競馬では岡部幸雄・柴田善臣（56歳）。

## 競輪
- 最多勝利数 - 松本勝明（1341勝）
- 最多GI（相当）大会優勝回数 - 神山雄一郎（16回）
- 最多連勝
  - 特別進級制度導入以前 - 須田一二三（37連勝）
  - 特別進級制度導入以後 - 坂本勉（35連勝）
  - S級 - 脇本雄太（21連勝）
  - ガールズケイリン - 児玉碧衣（34連勝）
    - 昭和期の女子競輪では、確認できるものでは田中和子の70連勝
- 同一GI（相当）大会最多優勝回数 - 5回
  - 中野浩一 - 競輪祭
  - 滝澤正光 - 高松宮記念杯競輪
  - 神山雄一郎 - オールスター競輪
- GI（相当）大会連続優勝 - 3回
  - 高倉登 - 1952年の全国争覇競輪〜同年の全国都道府県選抜競輪
  - 中野浩一 - 1980年のオールスター競輪〜1981年の日本選手権競輪
  - 滝澤正光 - 1987年の高松宮杯競輪〜同年のオールスター競輪
- GI（相当）大会最年長優勝 - 松本整（2004年の高松宮記念杯競輪、45歳0か月）

## 競艇
- 最年長選手 - 加藤峻二（2015年5月7日、73歳3か月）
- 最年長優勝 - 加藤峻二（2013年3月25日のJCN埼玉杯優勝戦、71歳2か月）
- 最多勝利数 - 北原友次（3417勝）
- 最多SG大会優勝 - 野中和夫（17回）
- 最多連勝 - 彦坂郁雄（37連勝）
- 同一SG大会最多優勝 - 野中和夫（笹川賞 6回）

## オートレース
- プロスポーツ現役最年長選手 - 谷口武彦（2015年7月19日、73歳8か月）
- 同一SG最多連覇記録 - 島田信広：スーパースター王座決定戦 5連覇（1990年～1994年）
- SG最多連続制覇記録 - 鈴木圭一郎：4連覇（2016年の全日本選抜オートレースから2017年のオールスターオートレースまで）

## スケート

### フィギュアスケート
- 男子シングルショートプログラム最高得点 - 羽生結弦（101.45点）※ギネス認定
- 女子シングルショートプログラム最高得点 - 浅田真央（78.66点）※ギネス認定

## モータースポーツ

### F1
- 最高位 - 鈴木亜久里、佐藤琢磨、小林可夢偉（3位）
- 最多出走 - 佐藤琢磨（91回）
- 最多通算獲得ポイント - 小林可夢偉（125ポイント）(2012年終了時点)

### ロードレース世界選手権
- 優勝回数 - 加藤大治郎、原田哲也（17回）
- 表彰台獲得回数 - 原田哲也（55回）

## オリンピック

### 総合記録
- 金メダル獲得数 - 2020年東京大会。27個。夏季オリンピック。
  - 冬季オリンピック - 1998年長野大会。5個。
- メダル獲得数 - 2020年東京大会58個（金メダル27個、銀メダル14個、銅メダル17個）。夏季オリンピック。
  - 冬季オリンピック - 2018年平昌大会。13個（金4・銀5・銅4）。
- 種目別金メダル獲得数 - 柔道。48個（2020年東京大会終了時）。
- 種目別メダル獲得数 - 体操競技。103個（金33・銀34・銅36。2020年東京大会終了時）。

### 個別記録
- 最多出場 - 葛西紀明（8回）。ノルディックスキー競技（スキージャンプ）。
  - 夏季オリンピック - 杉谷泰造（6回）。馬術。
  - 冬季オリンピック - 葛西紀明
- 最長期間出場（初出場と最新出場の期間最長）
法華津寛（初出場：1964年東京大会、最新出場：2012年ロンドン大会。※連続出場ではない）。ロンドン大会の時点で世界歴代1位（ギネスブック認定）でもある。馬術競技。
- 最年長出場 - 法華津寛（71歳4か月。2012年ロンドン大会時）。ロンドン大会時点で世界歴代2位の記録。馬術競技。
- 最年少出場 - 稲田悦子（12歳0か月。1936年ガルミッシュパルテンキルヒェン大会時）。フィギュアスケート。
  - 夏季は開心那（12歳11か月。2020年東京大会時）。スケートボード（パーク）[7]。
- 金メダル最多獲得 - 加藤沢男（8個）。体操競技。
- メダル最多獲得 - 小野喬（13個、金5・銀4・銅4）。体操競技。
- 最年長金メダリスト - 蒲池猛夫（48歳）。1984年ロサンゼルス大会時。射撃競技（ラピッドファイアーピストル）。
- 最年少金メダリスト - 西矢椛（13歳）。2020年東京大会時（2021年7月26日）。スケートボード（ストリート）[8]。
  - ※これ以前の最年少記録は岩崎恭子の14歳（1992年バルセロナ大会、競泳（平泳ぎ）、1992年7月27日）。
- 最年少メダリスト - 開心那（12歳）2020年東京大会時（2021年8月4日）。スケートボード（パーク）。銀メダル[9]。
- 最長連続金メダル獲得 - 伊調馨。4回（2004年アテネ大会から2016年リオデジャネイロ大会まで）。レスリング。女子個人での世界最多記録でもある。

## パラリンピック

### 総合記録
- 金メダル獲得数 - 1988年ソウル大会、および、2004年アテネ大会。共に17個。共に夏季パラリンピック。
  - 冬季パラリンピック - 1998年長野大会。12個。
- メダル獲得数 - 2004年アテネ大会。53個（金メダル17個、銀メダル16個、銅メダル20個）。夏季パラリンピック。
  - 冬季パラリンピック - 1998年長野大会。41個（金12・銀16・銅13）。

### 個別記録
- 最多出場 - 永尾嘉章（7回）。車いす陸上競技。
  - 冬季パラリンピック - 吉川守（パラアイスホッケー）、青木辰子（チェアスキー）。5回
- 金メダル最多獲得 - 成田真由美（15個）。競泳。
- メダル最多獲得 - 河合純一（21個、金5・銀9・銅7）。競泳。

## その他のスポーツ

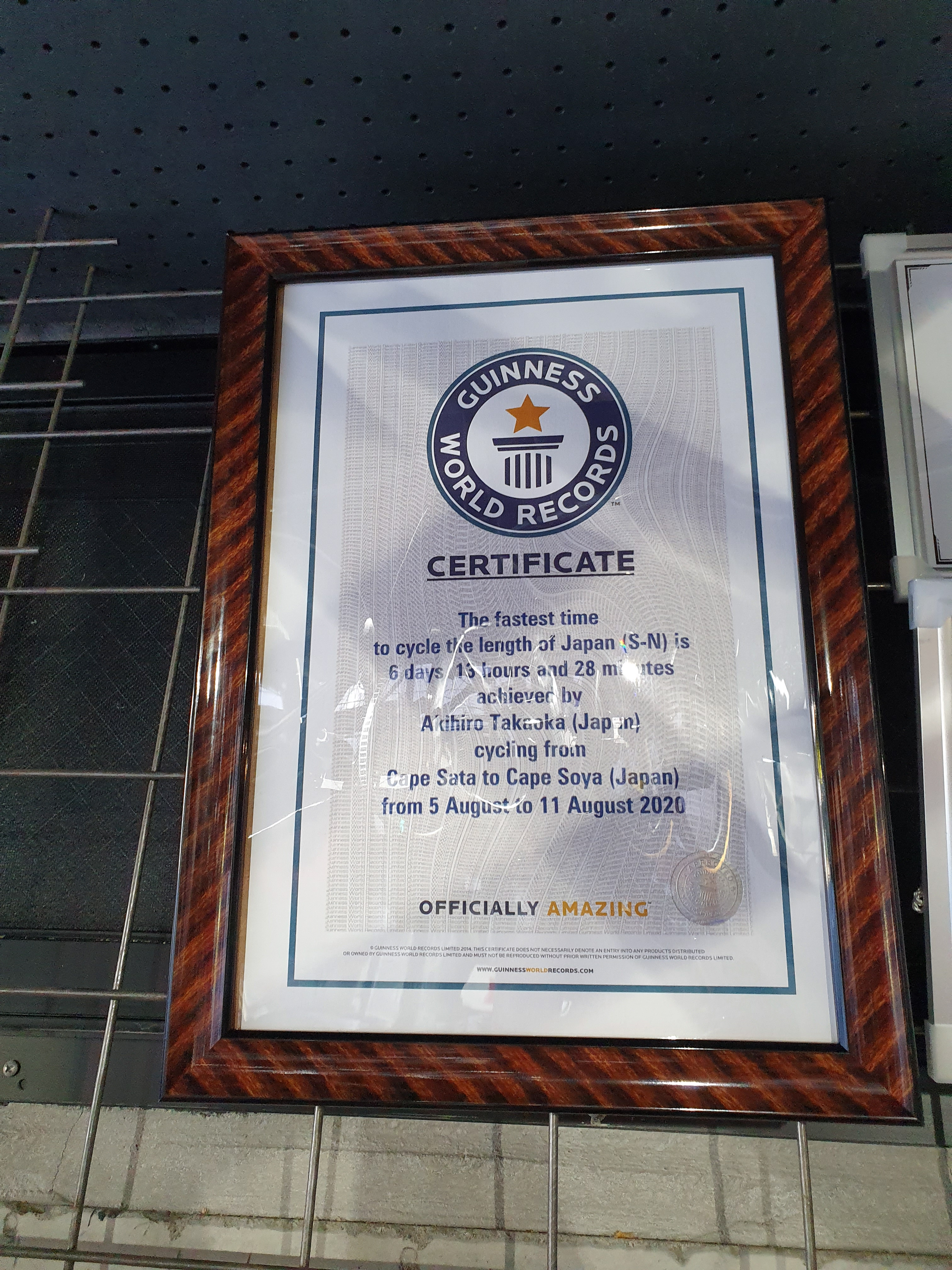
自転車による日本列島最短縦断: ギネス世界記録の認定証

- 潜水 - 富永直之（157m）※女子は北濱淳子（116m）
- 水切り - 岡坂有矢（83段）
- 自転車による日本列島縦断 - 高岡亮寛（2020年8月5日から11日までの6日13時間28分　ギネス認定世界記録　従来は7日19時間37分）
- ぶら下がり - 岩崎真也（1時間46分12秒）[10][11]